# Consignationes beneficiorum diocesis Novariensis
Con Consignationes beneficiorum diœcesis Novariensis (o semplicemente Consignationes) si intende un volume pergamenaceo manoscritto di 400 pagine conservato presso l'archivio della Cattedrale di Novara. In esso sono riportate le consegne, quasi come un catasto, delle proprietà ecclesiastiche della Diocesi di Novara nel 1347.

## Storia
Il documento fu richiesto dall'allora vescovo di Novara, frate Guglielmo da Cremona, che resse la diocesi dal 1343 al 1356. Lo scopo era evitare che, nei periodi di vacanza dell'amministrazione ecclesiastica successivi la morte dei chierici, sorgessero contestazioni, liti e appropriazioni indebite da parte dei confinanti o dei signori del luogo. Al tempo stesso ne avrebbero giovato i chierici e i beneficiati successori al momento di metter mano alle proprietà delle chiese che amministravano.
Per compilare l'opera, a tutti i chierici beneficiati di terre ecclesiastiche fu ordinato di presentare al tribunale episcopale la lista dettagliata di terreni (con destinazione d'uso e dimensione), proprietà/proprietari confinanti e strade.
Nonostante il documento non sia mai stato autenticato da un pubblico notaio, la sua utilità fu confermata già dai vescovi successori e fornisce tuttora preziose informazioni.

## Descrizione

### Struttura
L'opera è costituita da 216 fogli legati, protetti da una copertina di legno. La legatura è in pessimo stato per l'opera del tempo e dell'utilizzo. Diverse facciate sono ingiallite o rovinate dall'umidità, un foglio è rammendato ad ago. I due fogli iniziali riportano un indice incompleto su due colonne, aggiunto in un secondo momento e ancora in ottimo stato.
Sui brandelli di cuoio del dorso è individuabile l'iscrizione n. 135 - [Con]signation[es] - [bo]norum Ecclesias[ticorum] - [Urbis] et Dioece[sis] - inter quas - [bon]a Collegia[tarum] - [S. Amb]ro[sii] Viglevanen[sis] - S. Gaudent[ii] Gambola[ti] - iussu - [fr]atr[is] Guillel[mi] - anno [1]347 - XX.
Ogni quinterno (fascicolo di cinque fogli piegati nel mezzo e inseriti l'uno nell'altro) termina con un riquadro contenente le parole con cui inizia il quinterno successivo. Tale riquadro è presente anche in calce all'ultima pagina, il che fa supporre che l'opera constasse almeno di un altro volume.

### Numerazione
L'opera utilizza la numerazione romana, che inizia al terzo foglio col n. I e termina al 216º foglio col n. CCXVIII, facendo presumere la mancanza di quattro fogli. Tuttavia l'irregolarità è più marcata, dato che diverse lacerazioni testimoniano l'effettiva asportazione di pagine e in alcuni punti la numerazione avanza senza apparente motivo, parallelamente ad un cambio di stile espositivo.

### Scrittura e lingua
I fogli sono coperti da una fitta scrittura, tra le 40 e 49 righe per pagina. Diverse mani hanno eseguito la stesura, con stili diversi, e in alcuni fogli il carattere si accosta al corsivo moderno. Tali pagine sono caratterizzate da un'espressione assai scorretta e trascurata.
La lettura non risulta difficoltosa, nonostante le numerose e spesso incoerenti abbreviazioni. Tuttavia i nomi rari o sconosciuti hanno generato gravi incertezze nel processo di trascrizione, soprattutto per la scarsa differenziazione di alcune lettere, in particolare la v intervocalica, la u nel corpo della parola e la n. Le numerose mani che hanno composto o trascritto l'opera, all'origine delle predette incoerenti abbreviazioni, hanno portato anche alla vistosa oscillazione nella grafia di svariati
nomi, ad esempio Catia - Cacia - Cazia. Non si esclude che tale oscillazione possa rispecchiare alcune particolarità locali della pronuncia.

### Contenuto
Il manoscritto si apre con quattro pagine di indice, cui segue l'incipit «hec tabola cntinet beneficia in pnti libro descripta de quibus facte fucernt csignationes tpe Rev.mi domini Guglielmi Epi novariensis».
Sebbene il titolo dichiari di listare le proprietà della Diocesi di Novara nel 1347, il manoscritto ottempera solo parzialmente all'obiettivo prefissato: numerose consegne sono interrotte, sospese e mai concluse, di alcune è presente solo l'incipit, così che è disponibile un quadro dettagliato solo delle parrocchie appartenenti all'antico contado di Novara, con poche eccezioni.
Data la difficoltà dei trascrittori nell'interpretare la grafia delle relazioni dei beneficiati, numerosi nomi propri dei proprietari furono lasciati in bianco, perdendo così preziose informazioni storiche.
In chiusura è la raffigurazione tratteggiata a punta di penna di un sacerdote genuflesso nell'atto di porgere le Consignationes ad un vescovo seduto in cattedra, evidentemente da identificarsi con Guglielmo da Cremona.

## Pubblicazione
La prima segnalazione dell'opera comparve in uno scritto del mortarese Francesco Pezza sul Bollettino Storico per la Provincia di Novara del 1907, relativamente alle consegne dell'Abbazia di Sant'Albino.

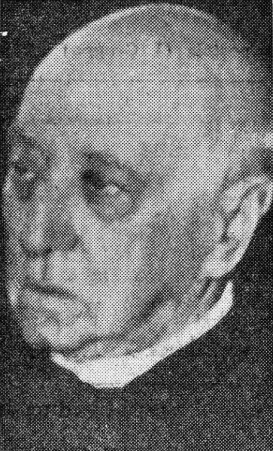
Lino Cassani studiò a lungo le Consignationes, vi dedicò un articolo nel 1935 e contribuì alla trascrizione tra 1937 e 1939

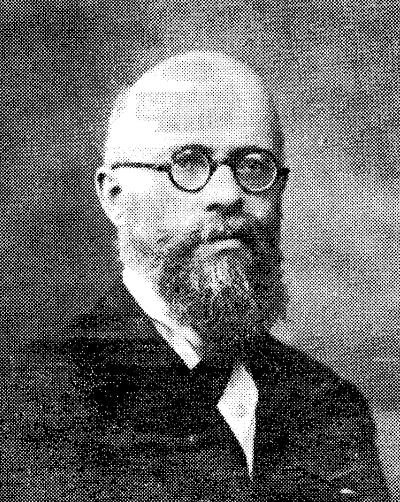
Gottardo Mellerio contribuì alla trascrizione tra 1937 e 1939

Sulla medesima rivista il canonico della Cattedrale di Novara Lino Cassani vi dedicò un intero articolo nel 1935. Il Cassani reputava che i cartari novaresi pubblicati fino ad allora (Faustino Curlo, Le carte dell'Archivio di S. Gaudenzio di Novara, 1908; Giovanni Battista Morandi, Le carte del Museo Civico di Novara (881-1346), 1913; G. Basso, F. Gabotto, A. Lizier, A. Leone, G. B. Morandi, O. Scarzello, Le carte dell'archivio capitolare di Santa Maria di Novara, 1913-1924) potessero fornire solo un quadro approssimativo delle possessioni ecclesiastiche novaresi nel Medioevo: i documenti coprivano un lasso di tempo di quattro secoli, durante i quali le proprietà eran certamente passate di mano più volte. Nel manoscritto delle Consignationes vedeva una soluzione al problema, trattandosi di un'istantanea delle proprietà in questione nell'anno 1347.
In seguito, nel contesto della divulgazione dei documenti appartenenti all'Archivio Storico Diocesano iniziata sul finire del XIX secolo, cui appartengono le opere sopra citate, il testo completo del manoscritto fu reso pubblico: tra il 1937 e il 1939 lo stesso Lino Cassani, con la collaborazione dei professori Gottardo Mellerio e Mario Tosi, trascrisse l'intero contenuto, che fu pubblicato nella collana Biblioteca della Società Storica Subalpina dalla Deputazione Subalpina di Storia Patria, a spese del Comune di Novara.
Grazie alla suddetta opera di trascrizione il documento è divenuto di dominio pubblico, così che gli studiosi hanno potuto da allora utilizzarlo come fonte primaria per dissertazioni storiche inerenti al Medioevo novarese. A titolo di esempio si cita Ernesto Colli, che ha dedicato un capitolo alle Consignationes in quasi tutte le sue monografie dei paesi del Basso Novarese (vedi sezione Bibliografia).